# Jorge Manicera
Jorge Carlos Manicera Fuentes (Montevideo, 4 novembre 1938 – Montevideo, 18 settembre 2012) è stato un calciatore uruguaiano, di ruolo difensore.

## Carriera

### Club
Ha vinto, insieme al Nacional, due Campionati uruguaiani.

### Nazionale
Prese parte, insieme alla Nazionale di calcio dell'Uruguay, al campionato del mondo 1966 dove finì la competizione ai quarti di finale.
Manicera, nella nazionale di calcio dell'Uruguay, ha totalizzato 21 presenze.

## Palmarès

### Competizioni nazionali
- Campionato uruguaiano: 2

Nacional: 1963, 1966